# Tamout
 (juin 2017).
Si vous disposez d'ouvrages ou d'articles de référence ou si vous connaissez des sites web de qualité traitant du thème abordé ici, merci de compléter l'article en donnant les références utiles à sa vérifiabilité et en les liant à la section « Notes et références ».
La Tamout est une rivière française de Bretagne, affluent du Couesnon en rive gauche, dans le département d'Ille-et-Vilaine.
Cette rivière est nommée « rivière de l'Eurmont » sur le cadastre de Bazouges-la-Pérouse en 1826.

## Géographie
Son cours est de 20,07 km de longueur.
La Tamout est souvent cachée par une gaine boisée se confondant avec le bocage environnant.

### Communes traversées
- Cuguen, Noyal-sous-Bazouges, Bazouges-la-Pérouse

## Affluents
- l'Alçon (rg)

## Toponymie
La Tamout a donné son nom à une promenade publique dans le quartier Maurepas - Patton à Rennes.